# Pankajärvi (sjö i Norra Karelen)
Pankajärvi är en sjö i Finland. Den ligger i kommunen Lieksa i landskapet Norra Karelen, i den östra delen av landet, 400 km nordost om huvudstaden Helsingfors. Pankajärvi ligger 115,2 meter över havet. Den är 17,5 meter djup. Arean är 23,75 kvadratkilometer och strandlinjen är 121,14 kilometer lång. Sjön  ingår i Vuoksens huvudavrinningsområde.   
I övrigt finns följande i Pankajärvi:
- Hirvisaari (en ö)
- Palosaari (en ö)
- Suokkolansaari (en ö)
- Näräsensaari (en ö)
- Ukonsaari (en ö)
- Siponsaari (en ö)
- Kapasaari (en ö)
- Pajuluoto (en ö)
- Nälköniemi (en ö)
- Sikosaari (en ö)
- Kuikkasaari (en ö)
- Metelinsaari (en ö)
- Kääntämö (en ö)
- Neulasaari (en ö)
- Ulkkasaari (en ö)
- Kalmosaari (en ö)
- Jänissaari (en ö)
- Leipäsaari (en ö)
- Muuttosaari (en ö)
- Jaakkolansaari (en ö)